# Jédula
Jédula es una pedanía del municipio de Arcos de la Frontera, en la provincia de Cádiz, Andalucía (España). 
Se encuentra situada a mitad de camino en la autovía que conecta Jerez con Arcos de la Frontera, a unos 20 kilómetros de la primera y a unos 12 de la segunda, justo antes de adentrarse en la sierra de Cádiz y la ruta de los pueblos blancos.

## Historia
Los inicios de Jédula se encuentran en los primeros asentamientos humanos en la provincia gaditana, en concreto, en este caso, en el período Neolítico. El crecimiento y el desarrollo de la agricultura primitiva son el embrión económico en esta época.
En la Edad Antigua, destacan la presencia de dos civilizaciones dispares entre sí, pero ricas, igualmente, en cultura: los visigodos y los romanos. Es muy probable, después del nomadismo caracterizador de los primeros poblados, la existencia de un núcleo de población permanente durante la época visigoda en Jédula.
En la Edad Media, Jédula fue conquistada por la civilización musulmana. En este período, como aspecto más sobresaliente, se consagraron los cimientos de Jédula como pequeña ciudad o villa con el reconocimiento por parte del rey Alfonso X de la misma en el Amojonamiento de Xerez de la Frontera de 1274. De hecho, en los parajes de La Matanza y La Matancilla de desarrollaron batallas de importancia histórica
En la Edad Moderna, debido a las consecuencias de la Reconquista cristiana, es probable que Jédula se despoblara durante ese período hasta volver a resucitar, como un importante cortijo, a mediados del siglo XVI.

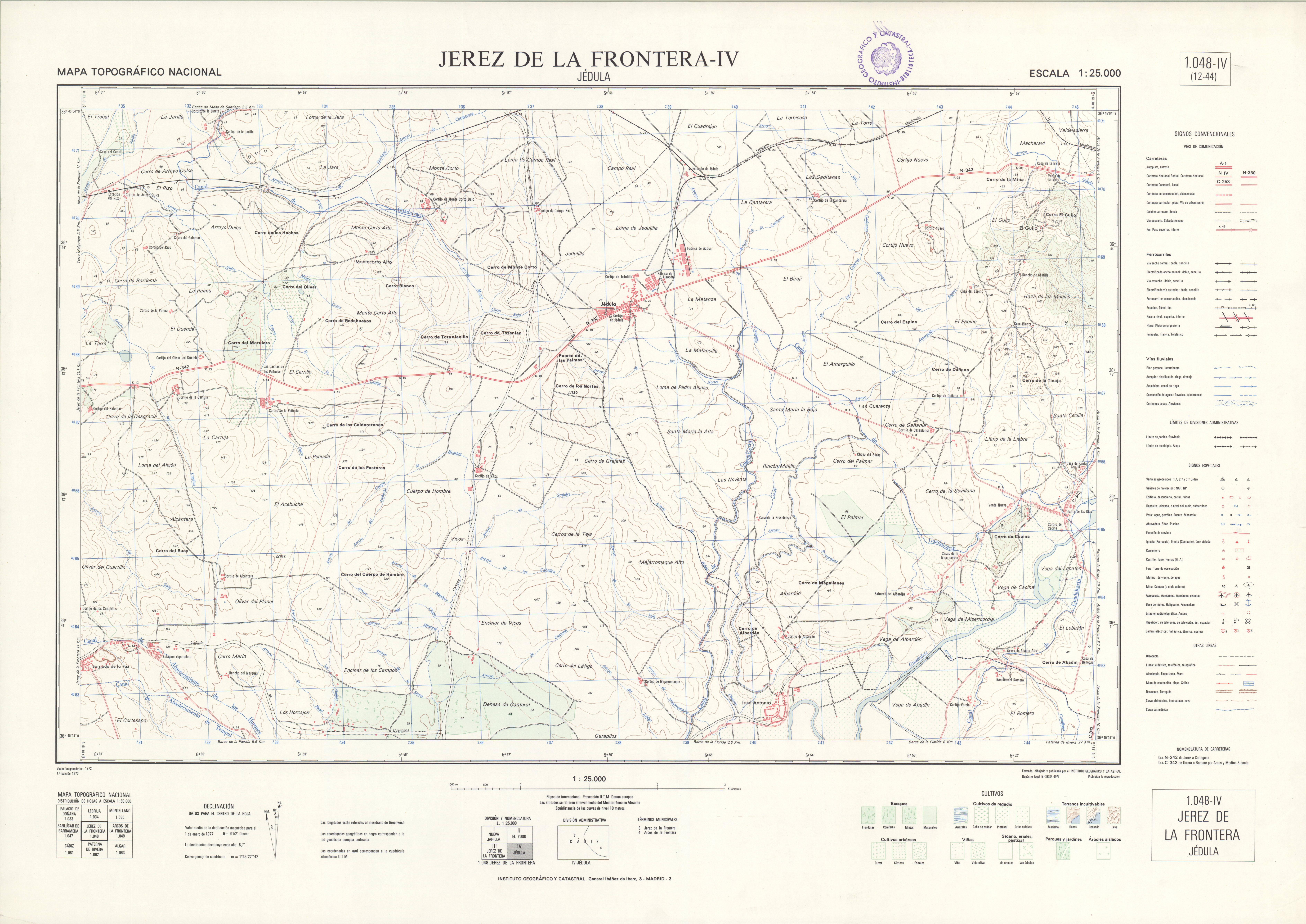
Mapa de Jédula en 1977

En el primer tercio del siglo XX, dentro del proyecto ferroviario inacabado de la línea Jerez - Almargen para unir Jerez con la línea Bobadilla-Algeciras se proyectó la infraestructura ferroviaria de Jédula. Únicamente tuvo uso en los años 70 para el transporte de remolacha para la Azucarera de Jédula. Gracias a los cultivos de remolacha azucarera se instaló en Jédula una fábrica de azúcar en 1969. Este establecimiento de la industria azucarera de Andalucía de finales del siglo XX estuvo en funcionamiento hasta su cierre en 2001. En cuanto a su economía, los sectores secundario y terciario han ido ganando terreno en los últimos años en detrimento del tradicional sector primario. A partir del año 1980 se crean nuevas infraestructuras básicas como abastecimiento de agua, alcantarillado, telefonía, etc. Posteriormente se fueron añadiendo otras dotaciones, como un centro educativo, un ambulatorio, etc.
La Estación Depuradora de Aguas Residuales de la barriada arcense de Jédula fue un proyecto que comenzó a fraguarse en el año 2.000, se llegó a ejecutar una buena parte de la obra con una inversión de unos 600.000 euros. A pesar de lo avanzado del proyecto, nunca se llegó a ejecutar la última de las fases y por ello las instalaciones nunca prestaron ningún tipo de servicio y están abandonadas y obsoletas.
Desde hace años, llevan estudiando la construcción de una nueva EDAR. En el 2015 se redacta el nuevo proyecto, adjudicado a la empresa Ingeniería Atecsur S.L. por un importe de 131.849,64 euros.[cita requerida]
En esta localidad destaca las inversiones de algunas personas con un reconocimiento internacional muy destacado como Cristiano Ronaldo o LeBron James, ya que, en ella, hay una relativa libertad a la hora de tener propiedades o realizar inversiones.

## Eventos culturales
- El Carnaval de Jédula tiene lugar la segunda quincena de febrero. Todo comienza el vienes, día en el que se suele realizar un taller carnavalesco para los más pequeños, en la Biblioteca Municipal. El sábado, se realiza un pasacalles carnavalesco seguido del concurso de disfraces y ya el domingo se realiza la tradicional "chorizá", es una actividad muy esperada dentro del Carnaval, se sirve chorizo y cerveza para todo el que quiera degustar. Al mismo tiempo,  se van sucediendo las actuaciones de los diferentes grupos carnavalescos, tanto de la localidad,  como de las diferentes zonas de la provincia.

- La Semana Cultural en Jédula se celebra en el mes de abril, dedicándose a una persona relevante del mundo de la cultura.
- Fiesta de la Primavera. Es una fiesta en la que se celebra la llegada de esta estación del año y suele llevarse a cabo un domingo a finales de abril o a principios de mayo. Es un día en el que se reúnen familiares y amigos en el recinto ferial y hacen barbacoas, juegos, etc. Este día se encarga de organizarlo la Asociación de Mujeres de la localidad.
- Festividad de San Isidro Labrador. Los actos en honor a Nuestro Santo Patrón San Isidro Labrador tienen lugar en Jédula en torno al día 15 de mayo, festividad de San Isidro. A la salida procesional de nuestro Patrón la precede la celebración de un triduo, siendo su salida el sábado más próximo al día 15 de mayo. En la procesión, le acompaña la imagen de Santa Angela de la Cruz, que junto con san Isidro y la Excelsa Patrona, Nuestra Señora de la Salud, conforman la única Hermandad existente en Jédula y erigida canónicamente por el Señor Obispo de la Diócesis de Asidonia-Jerez, Don José Mazuelos Pérez el 24 de abril de 2015 y que lleva el nombre de Hermandad de Nuestra Señora de la Salud, San Isidro Labrador y Santa Angela de la Cruz. Es la última hermandad en ingresar en la nómina de hermandades en el Consejo Local de Hermandades y Cofradías de Arcos de la Frontera. Al finalizar la procesión se lleva a cabo la celebración de la Verbena de San Isidro Labrador en los espacios libres del entorno de la parroquia.

- Festividad de Nuestra Señora de la Salud. Los actos en honor a Nuestra Señora de la Salud, son a día de hoy en Jédula el movimiento religioso de mayor afluencia de público y devoción popular. Es Nuestra Señora de la Salud una imagen de candelero, vestida con tejidos bordados de gran valor artístico, siendo varios mantos y sayas las que conformas un exquisito patrimonio. Es la Virgen la primera titular de la Hermandad de Nuestra Señora de la Salud, San Isidro Labrador y Santa Angela de la Cruz.

- Viernes piedra. Estos días que se dan unas cuantas veces al año, principalmente en las épocas de calor, la discoteca local se suele llenar de gente tanto de aquí, como de otras localidades consiguiendo darle un gran ambiente al pueblo.

## Evolución demográfica
El siguiente cuadro representa la evolución demográfica de la pedanía:
| Año       | 1991  | 1996  | 1998  | 1999  | 2000  | 2001  | 2002  | 2003  | 2004  | 2005  | 2006  | 2007  | 2008  | 2020  |
| --------- | ----- | ----- | ----- | ----- | ----- | ----- | ----- | ----- | ----- | ----- | ----- | ----- | ----- | ----- |
| Población | 2.286 | 2.263 | 2.181 | 2.166 | 2.119 | 2.137 | 2.164 | 2.217 | 2.275 | 2.293 | 2.317 | 2.393 | 2.438 | 2.553 |

## Naturaleza
En 2020 construcción de la depuradora de aguas residuales estaba  en periodo de redacción, por lo que las aguas residuales se vierten al río Guadalete.
Señalar las Salinillas de Jédulas o Salinillas de Vico, formadas por aguas del arroyo de Montecorto".